# Christian Saba
Christian Saba (Acra, 29 de dezembro de 1978) é um ex-futebolista profissional ganês que atuava como zagueiro.

## Carreira
Saba jogou toda a carreira no futebol alemão, chegando ao Bayern de Munique em 1995, vindo do Hearts of Oak. Profissionalizou-se no ano seguinte, e foi integrado ao time B do Bayern, pelo qual atuou 285 vezes e marcou 8 gols. Chegou a figurar no elenco principal entre 1997 e 2000, mas nunca jogou uma partida oficial pela Bundesliga. Durante o período, foi emprestado ao Hertha Berlim (1 jogo) e ao Arminia Bielefeld, onde não chegou a jogar.
Dispensado em junho de 2011, encerrou a carreira pouco depois. Porém voltou a atuar em 2012, agora nas ligas inferiores da Bavária, pelo Haidhausen. Defendeu ainda por 2 temporadas o Wacker Munique, em paralelo com o cargo de treinador da equipe Sub-16 do Bayern.

## Seleção Ganesa
Representou a Seleção Ganesa de Futebol nas Olimpíadas de 1996. Disputou ainda 4 jogos pela equipe adulta dos Black Stars entre 1996 e 1997.